# Griedge Mbock Bathy
Griedge Mbock Bathy (Metz, 26 februari 1995) is een voetbalspeelster uit Frankrijk. Ze speelt als verdediger voor Paris Saint-Germain in de Division 1 Féminine.

## Clubcarrière
Mbock Bathy werd geboren in Brest in een familie van Kameroenese en Malagassische afkomst. In 2010 voegde ze zich bij State Briochin dat een jaar later zou fuseren met En Avant de Guingamp. Na vier seizoenen voor Guingamp te hebben gespeeld, maakte Mbock Bathy de overstap naar Olympique Lyon. Ze tekende een vierjarig contract in Lyon. Voor de komst van Mbock Bathy legde Lyon een transfersom van 100.000 euro neer, waarmee ze de duurste transfer was in de geschiedenis van de Division 1 Féminine. In negen jaar kwam Mbock Bathy tot 193 wedstrijden, meer dan twintig hoofdprijzen en 26 doelpunten in het shirt van Olympique Lyon.
Op 3 juli 2024 tekende Mbock Bathy een driejarig contract bij competitierivaal Paris Saint-Germain tot medio 2027.

## Statistieken
| Seizoen | Club                | Land      | Competitie | Wedstrijden | Doelpunten |
| ------- | ------------------- | --------- | ---------- | ----------- | ---------- |
| 2010/11 | Guingamp            | Frankrijk | Division 1 | 17          | 0          |
| 2011/12 | Guingamp            | Frankrijk | Division 1 | 13          | 1          |
| 2012/13 | Guingamp            | Frankrijk | Division 1 | 16          | 0          |
| 2013/14 | Guingamp            | Frankrijk | Division 1 | 19          | 3          |
| 2014/15 | Guingamp            | Frankrijk | Division 1 | 21          | 5          |
| 2015/16 | Olympique Lyon      | Frankrijk | Division 1 | 20          | 3          |
| 2016/17 | Olympique Lyon      | Frankrijk | Division 1 | 17          | 3          |
| 2017/18 | Olympique Lyon      | Frankrijk | Division 1 | 15          | 3          |
| 2018/19 | Olympique Lyon      | Frankrijk | Division 1 | 16          | 2          |
| 2019/20 | Olympique Lyon      | Frankrijk | Division 1 | 15          | 4          |
| 2020/21 | Olympique Lyon      | Frankrijk | Division 1 | 0           | 0          |
| 2021/22 | Olympique Lyon      | Frankrijk | Division 1 | `18         | 6          |
| 2022/23 | Olympique Lyon      | Frankrijk | Division 1 | 0           | 0          |
| 2023/24 | Olympique Lyon      | Frankrijk | Division 1 | 16          | 3          |
| 2024/25 | Paris Saint-Germain | Frankrijk | Division 1 | 9           | 1          |
| Totaal  | Totaal              | Totaal    | Totaal     | 212         | 34         |

Laatste update: 22 april 2025

## Interlandcarrière
Mbock Bathy maakte haar debuut voor het Franse nationale team op 23 november 2013 in een 10-0 overwinning op Bulgarije. Ze maakte haar eerste interlanddoelpunten in een wedstrijd tegen Zuid-Afrika, door in de 9e en 34e minuut tot scoren te komen. Mbock Bathy werd opgenomen in de Franse selectie voor op het WK 2015. Een jaar trad ze voor het eerst aan op de Olympische Zomerspelen 2016. Een jaar later was ze eveneens onderdeel van de Franse selectie op het EK 2017. Mbock Bathy kwam ook in actie op het WK 2019 in eigen land. In 2022 behaalde Mbock Bathy de halve finales op het EK 2022 in Engeland. In het groepsduel tegen België op 14 juli 2022 kwam Mbock Bathy in de 41e minuut tot scoren. Mbock Bathy werd in 2024 opgenomen in de Franse selectie op de Olympische Zomerspelen 2024.

## Persoonlijk
De broer van Mbock Bathy, Hianga'a Mbock, is ook voetballer.